# Olympische Sommerspiele 1992/Teilnehmer (Israel)
| Gelbes Symbol für Goldmedaillen mit stilisierten Olympischen Ringen | Graues Symbol für Silbermedaillen mit stilisierten Olympischen Ringen | Braundes Symbol für Bronzemedaillen mit stilisierten Olympischen Ringen |
| ------------------------------------------------------------------- | --------------------------------------------------------------------- | ----------------------------------------------------------------------- |
| —                                                                   | 1                                                                     | 1                                                                       |

Israel nahm an den Olympischen Sommerspielen 1992 in Barcelona mit einer Delegation von 30 Athleten (25 Männer und fünf Frauen) an 42 Wettkämpfen in zehn Sportarten teil. Fahnenträger bei der Eröffnungsfeier war der Segler Eldad Amir. Bei diesen Spielen konnten die ersten Medaillen (beide im Judo) für Israel gewonnen werden.

## Medaillengewinner

### Silber
| Name      | Sportart | Wettkampf                 |
| --------- | -------- | ------------------------- |
| Yael Arad | Judo     | Frauen, Halbmittelgewicht |

### Bronze
| Name        | Sportart | Wettkampf             |
| ----------- | -------- | --------------------- |
| Oren Smadja | Judo     | Männer, Leichtgewicht |

## Teilnehmer nach Sportarten

### Fechten
Frauen
- Lydia Czuckermann-Hatuel
Florett, Einzel: 23. Platz

### Gewichtheben
Männer
- Andrei Denisov
I. Schwergewicht: 6. Platz

- Reuven Hadinatov
Federgewicht: 15. Platz

- Oleg Sadikov
Mittelgewicht: 10. Platz

### Judo
| Männer - Amit Lang Ultraleichtgewicht: 13. Platz - Simon Magalashvili Halbschwergewicht: 21. Platz - Oren Smadja Leichtgewicht: Bronze | Frauen - Yael Arad Halbmittelgewicht: Silber |

### Leichtathletik
Männer
- Vadim Bavikin
Speerwurf: 24. Platz in der Qualifikation

- Aleksey Bazarov
400 Meter Hürden: Vorläufe

- Danny Krasnov
Stabhochsprung: 8. Platz

- Rogel Nachum
Dreisprung: 24. Platz in der Qualifikation

### Ringen
Männer
- Matvai Baranov
Leichtgewicht, griechisch-römisch: 3. Runde

- Alexander Davidovich
Federgewicht, griechisch-römisch: 2. Runde

- Max Geller
Leichtgewicht, Freistil: 3. Runde

- Nik Zagranitchni
Halbfliegengewicht, griechisch-römisch: 3. Runde

### Schießen
| Männer - Eduard Elyav Laufende Scheibe: 15. Platz - Menachem Ilan Kleinkaliber, Dreistellungskampf: 41. Platz Kleinkaliber, liegend: 39. Platz | Frauen - Jelena Tripolski Luftpistole: 37. Platz Sportpistole: 21. Platz |

### Schwimmen
| Männer - Yoav Bruck 50 Meter Freistil: 32. Platz 100 Meter Freistil: 31. Platz - Eran Groumi 100 Meter Rücken: 28. Platz 200 Meter Rücken: 37. Platz 100 Meter Schmetterling: 20. Platz | Frauen - Keren Regal 50 Meter Freistil: 41. Platz 200 Meter Lagen: 37. Platz 400 Meter Lagen: 29. Platz - Timea Toth 100 Meter Schmetterling: 29. Platz 200 Meter Schmetterling: 20. Platz |

### Segeln
| Männer - Amit Inbar Windsurfen: 8. Platz - Shai Bachar & Erez Shemesh 470er: 9. Platz | Offene Klasse - Eldad Amir & Yoel Sela Flying Dutchman: 20. Platz |

### Tennis
Männer
- Gilad Bloom
Einzel: 2. Runde

### Turnen
Männer
- Ron Kaplan
Einzelmehrkampf: 65. Platz in der Qualifikation
Boden: 36. Platz in der Qualifikation
Pferd: 60. Platz in der Qualifikation
Barren: 71. Platz in der Qualifikation
Reck: 86. Platz in der Qualifikation
Ringe: 47. Platz in der Qualifikation
Seitpferd: 63. Platz in der Qualifikation